# Bidarrai
Bidarrai (en francès i oficialment Bidarray), és un municipi de la Nafarroa Beherea (Baixa Navarra), un dels set territoris que formen Euskal Herria, al departament dels Pirineus Atlàntics i a la regió de la Nova Aquitània. Limita amb les comunes de Luhuso i Makea al nord, Itsasu al nord-oest, Ortzaize al sud-est, Baigorri i Arrosa al sud.

## Demografia
| 1896 | 1901 | 1962 | 1968 | 1975 | 1982 | 1990 | 1999 |
| --- | ---- | ---- | ---- | ---- | ---- | ---- | ---- |
| 1180 | 1127 | 745  | 714  | 673  | 631  | 585  | 645  |
| A partir de 1962, el cens té en compte la població resident definida com a "Population sans doubles comptes" per l'INSEE |      |      |      |      |      |      |      |